# Koloale FC
El Koloale FC Honiara es un club de fútbol de las Islas Salomón, que ha conseguido ganar la S-League de Islas Salomón en cuatro ocasiones, 2003, 2008, 2010 y 2011.
Debido a esto, ha representado a su país en la Liga de Campeones de la OFC en varias ocasiones.

## Palmarés
- S-League (4): 2003, 2008, 2010 y 2011.
- Liga de Fútbol de Honiara (3): 2001, 2003 y 2008.